# Johnnys Triumf
Johnnys Triumf er en amerikansk stumfilm fra 1921 af Jack Nelson.

## Medvirkende
- Douglas MacLean som Johnny Hardwick
- Beatrice Burnham som Margaret Warren
- Walt Whitman som Mr. Warren
- Margaret Livingston som Molly
- Wade Boteler som Mr. Duffy
- Mary Jane Irving som Gwen Duffy
- Charles Hill Mailes som Mr. Wilson